# Hesychotypa maraba
Hesychotypa maraba är en skalbaggsart som beskrevs av Martins och Maria Helena M. Galileo 2007. Hesychotypa maraba ingår i släktet Hesychotypa och familjen långhorningar. Inga underarter finns listade i Catalogue of Life.